# Gurban (rivière)
Le Gurban est un affluent de la rive droite de la rivière Neajlov en Roumanie ,,.  Il se jette dans le Neajlov à Comana. Sa longueur est de 11 km.